# Habura
Habura je obec na Slovensku v okrese Medzilaborce. Žije zde 467 obyvatel. Čestnou občankou této vesnice je Jiřina Bohdalová.

## Poloha
Nachází se necelých deset kilometrů od Medzilaborců na horním toku řeky Laborec, uprostřed svahů tzv. vnějšího flyšového pásma v Nízkých Beskydech. Střed této pohraniční rusínské obce se nachází v nadmořské výšce 387 m n. m. a její katastr leží v rozmezí od 350 do 700 m n. m.

## Dějiny

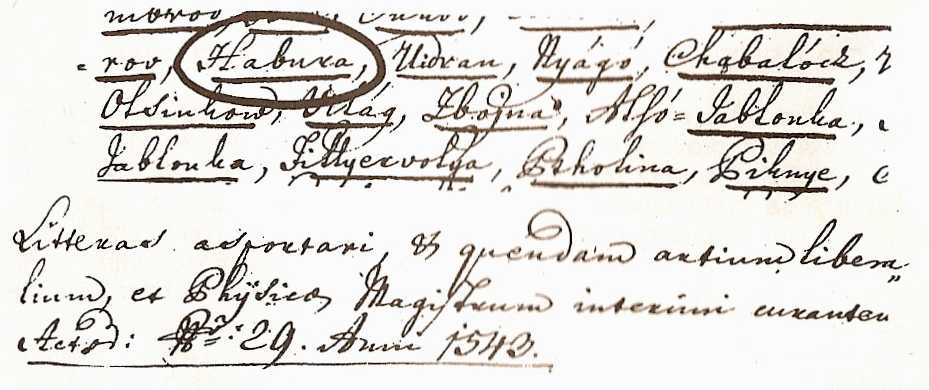
První písemná zmínka z roku 1543

Pravěké osídlení obce není doloženo. V blízkého okolí Habury jsou však nálezy bronzového depotu z Malé Poľany, poklad římských mincí z 1.-3. století n. l. z Kalinové. Nejstarší písemná zpráva o Habuře je z roku 1543.
Spolu s dalšími obcemi Humenského panství se dostala do písemností v důsledku rodinného sporu mezi Jurajem a Antonem Drugetem. Od tohoto roku fakticky až do konce 19. století se její název nikdy neměnil. Až začátkem 20. století ji na krátké období uherské úřady přejmenovaly na Laborcfő. Už o tři roky od první písemné zmínky se s Haburou setkáváme v portálním soupisu Humenského panství z roku 1546, z něhož vyplývá, že obec měla dva šoltyse, osm zdaněných a tři nezdaněné usedlosti. O dva roky později je Habura zmíněna mezi majetkem Humenského panství v Zemplínské stolici, a to v záležitosti předávání dívčí čtvrtky Kateřině Drugetové. V soupisech tohoto panství ji nacházíme i v letech 1551 a 1572. K významné administrativně-správné úpravě došlo na Humenských panství roku 1631. Drugetové rozdělili své panství na čtyři správní obvody, do jejichž správy dosadili tzv. krajníky. Habura byla přiřazena do obvodu, který sestával z 24 obcí a spravoval ho krajník jménem Zalačko.

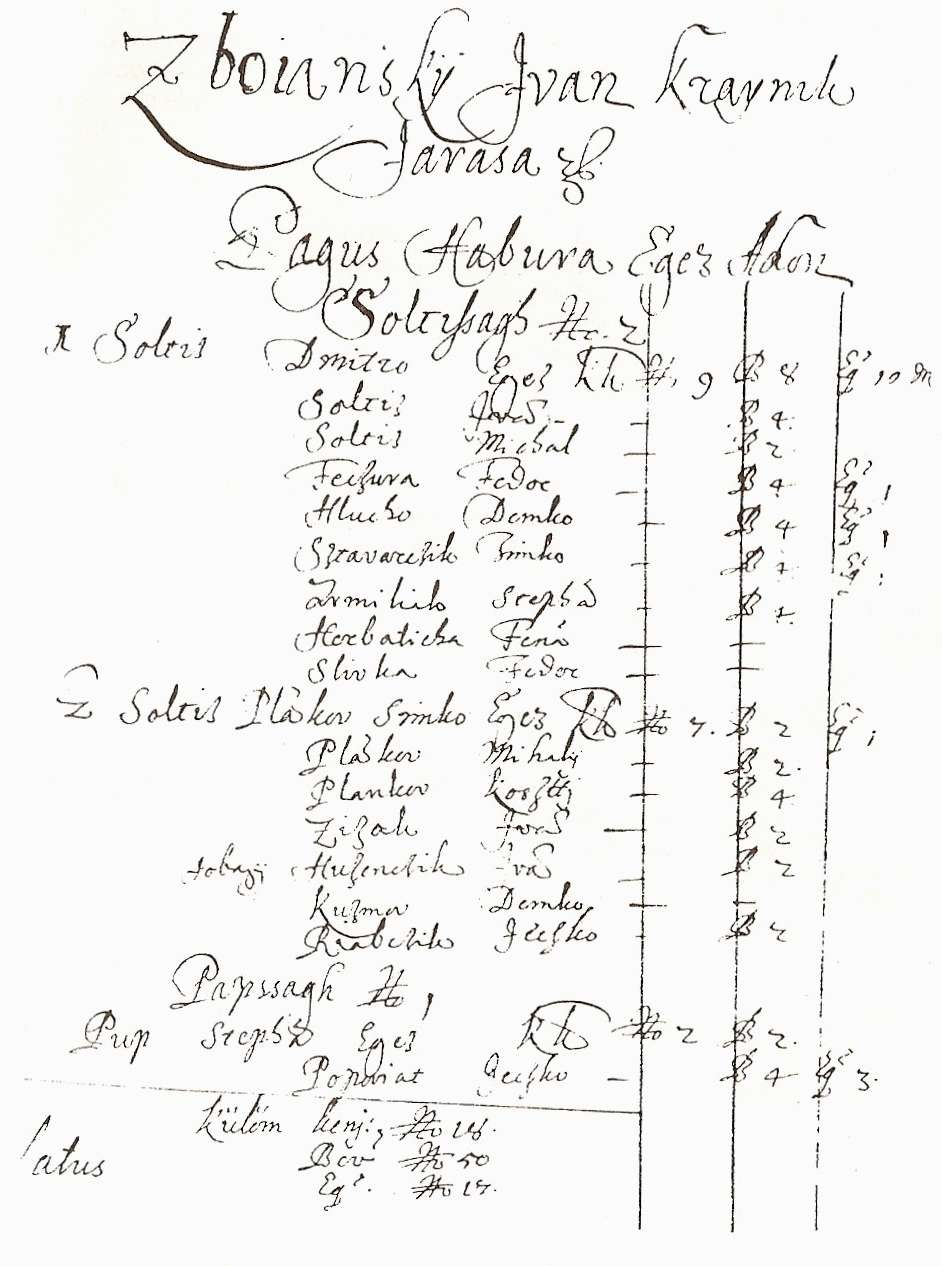
První strana soupisu poddanských domácností v urbári z roku 1657

Značné napětí do života místního rusínského obyvatelstva kolem poloviny sedmnáctého století vnesly snahy (i Humenských Drugetovců) podřídit pravoslavnou církev na severovýchodě Uherska podle vzoru bretské unie katolicismu. Nově vzniklá uniatská církev dostala název řeckokatolická a dosavadní pravoslavní kněží dostali koncem 18. století oficiální titul farář. V Habuře byl kostelík dřevěný, zděný se vzpomíná až roku 1740. Obecní kronika poznamenává, že první kostel stál na jiném místě než dnešní (údajně na místě zvaném Dubrivka). V urbáři Humenského panství z roku 1703 je již církevní pozemek uveden jako majetek kněze řeckého obřadu.
V roce 1703 přislíbil poddaným František II. Rákóczi, za jejich podporu kuruckého povstání svobodu. Známá je účast rusínského obyvatelstva pod prapory kuruců. Několik pramenů uvádí, že ještě v roce 1711, když již bylo povstání potlačeno, byly pokusy mobilizovat Rusíny k jeho pokračování. Mezi aktivisty tohoto záměru se zmiňuje kromě jiných i Havrilla z Habury. Po Satmárském míru, kterým skončilo v roce 1711 Rákócziho povstání, se poměry celkově mimořádně zhoršily. Ničivé důsledky, které s sebou povstání přineslo, pocítili především poddaní. Na Humenském panství se již v druhé polovině sedmnáctého století zvyšuje četnost útěků poddaných a pokračuje i v první polovině 18. století. Uprchlí směřují do jižních částí Zemplínské župy, ale i do žup sousedních, někdy i na majetky polské šlechty a známé jsou případy útěku do sousedních panství (pokud jim zeměpán poskytl určité výhody).
Kolem roku 1720 je v Medzilaborcích 39, v Čertižném 55 a v Habuře 26 opuštěných usedlostí. Dosah takového poklesu se projevil i ve státní pokladně. Potřeba zavedení nových daní (zejména v souvislosti s ustavením stálé armády) rozhodla o provedení prvního celozemského soupisu daň platícího obyvatelstva v letech 1715 až 1720.

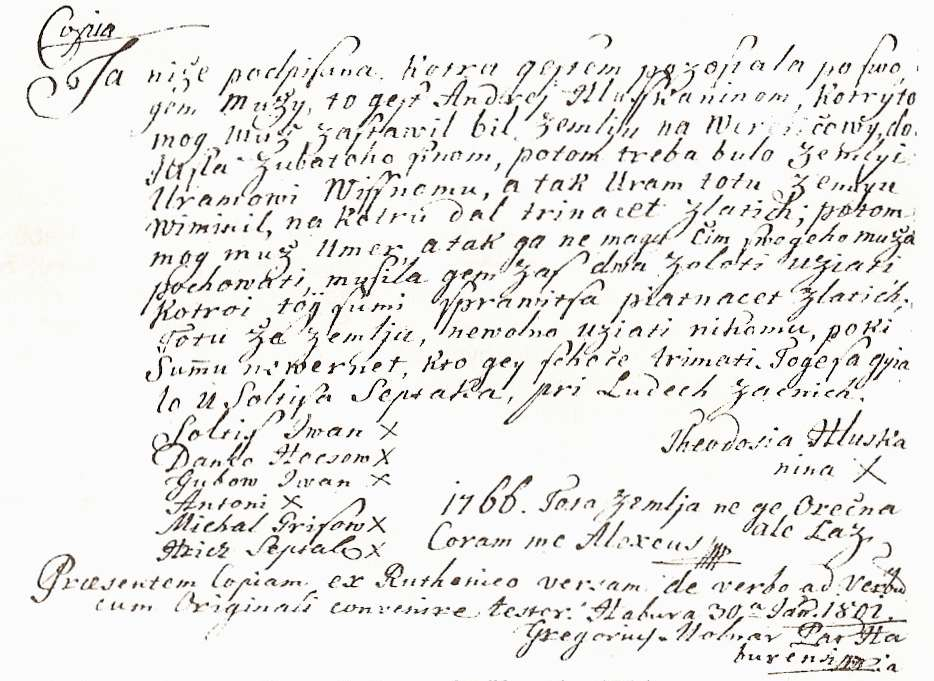
Jedna z písemností v rusínském nářečí z roku 1801

Národnostní složení obyvatelstva Habury bylo v průběhu 18. století relativně homogenní. O Habuře a Rusínech vůbec píše ve svých dílech Matej Bel, který v rukopisu kapitoly o Zemplínské župě popisuje Rusíny jako potomky Sarmatů vyznávající starou víru a udržujících původní zvyky. Mluví také o postupném stahování se židovského obyvatelstva do okolí obce, které s sebou přineslo zkušenosti s obchodováním a obci značný hospodářský prospěch. Přesto však trpěla většina obyvatel existenčními problémy, které se prohloubily zavedením tereziánského urbáře v roce 1774. Předpis výslovně stanovil povinnosti poddaných v závislosti na velikosti držené půdy. Haburský katastr byl zařazen do třetí bonitní třídy, což odpovídalo skutečnosti, ale hospodářské poměry popsané v první části urbáře v mnohém faktický stav neodrážely, a tak skutečnost neodráželo ani daňové zatížení.
Úrodné půdy bylo v celém katastru asi 1200 sáhů, neúrodné 1300 sáhů. Na této kamenité půdě se zde nacházela klučoviště, která stála na místech již tehdy velmi řídkých lesů, které neposkytovaly dostatek palivového dřeva. Rovněž se v obci se nacházely pastviny.
Církevní život v obci se začal naplno rozvíjet od druhé poloviny 18. století. V roce 1740 byl postaven první zděný kostel, zasvěcený Archandělu Michaelovi. Fara patřila do Laborecké farnosti prešovské řeckokatolické diecéze zřízené v roce 1816.

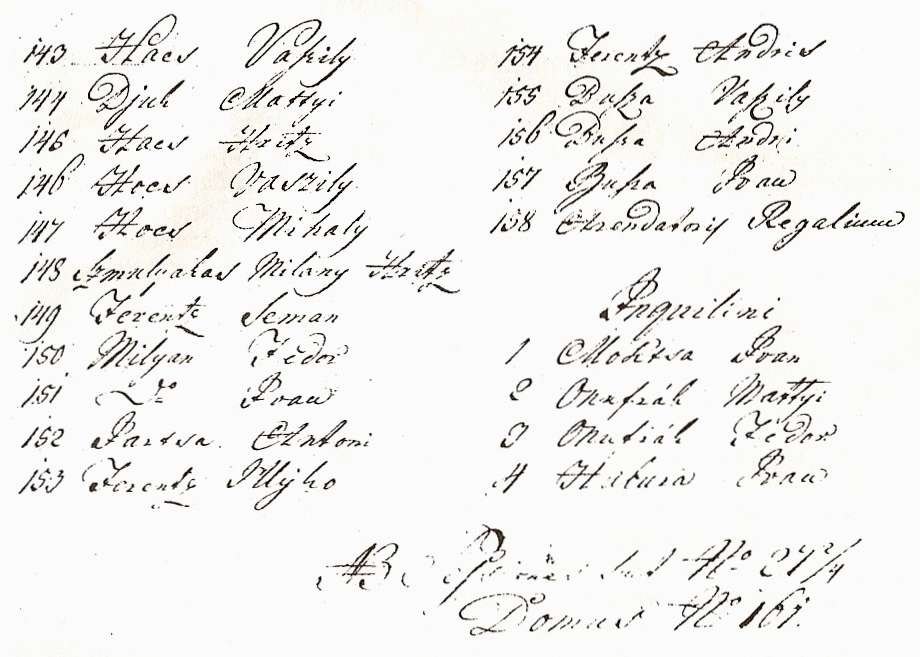
Poslední stránka soupisu obyvatel Habury z roku 1804

Ze začátku 19. století, konkrétně z roku 1804, máme k dispozici soupis obyvatel Habury, ve kterém je uvedených 162 rodin, obývajících 161 domů. Tento soupis je zajímavý tím, že v něm uvedená příjmení jsou ve více případech tradiční mezi rodinami žijícími v Habuře koncem 20. století. Jedná se o těchto 24 příjmení. (číslo v závorce vyjadřuje počet rodin v roce 1804):
Petra (6),	Uram (6),
Onufrak (5),	Gajdoš (4),
Benko (4),	Hoc (4),
Koval (4),	Chamuľak (3),
Stavařov (3),	MMiracle (2),
Heteš (2),	Korba (2),
Petrovaj (2),	Sopko (2),
Milan (2),	Jedinak (2),
Vladik (2),	Duk (1),
Staško (1),	Macko (1),
Dančo (1),	Šepták (1),
Turok (1),	Habura (1).

## Pamětihodnosti
- Socha knížete Laborce, více než 5 metrů vysoká bronzová socha z roku 2014, dílo sochaře Jána Ťapáka; v podstavci sochy je urna s prstí ze 106 rusínských obcí; symbolizuje jednotu Rusínů.[2]
- Dřevěný kostelík sv. Mikuláše (replika původního haburského kostela; původní kostel z první poloviny 17. století stojí od roku 1935 v Jiráskových sadech v Hradci Králové).[3]
- Řeckokatolický kostel sv. Michala

## Galerie

Kostel sv. Mikuláše
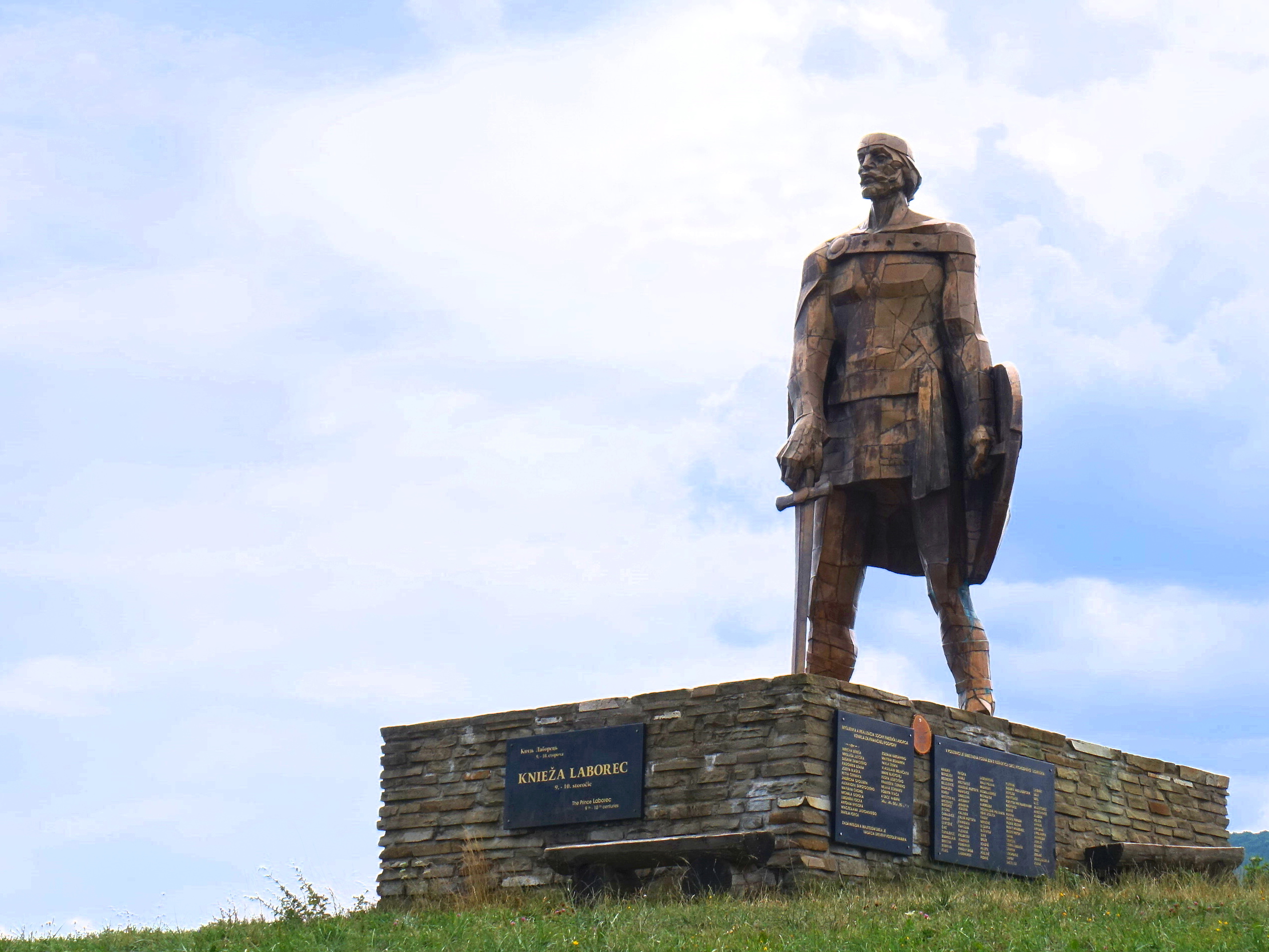
Socha knížete Laborce